# Sutee Suksomkit
Sutee Suksomkit ou สุธี สุขสมกิจ en thaï, né le 5 juin 1978 à Chaiyaphum, est un footballeur international thaïlandais.

## Palmarès

### En club
- Thai Farmers Bank :
  - Vainqueur de la Coupe de la Reine en 1996 et 1997.

- Home United :
  - Champion de Singapour en 2003.
  - Vainqueur de la Coupe de Singapour en 2003 et 2005.

- Bangkok Glass :
  - Vainqueur de la Coupe de Singapour en 2010.

## Statistiques

### Buts en sélection
Le tableau suivant liste les résultats de tous les buts inscrits par Sutee Suksomkit avec l'équipe de Thaïlande.